# Grassendorf
Grassendorf je občina v departmaju Bas-Rhin francoske regije Alzacija.
Leta 1990 je v občini živelo 195 oseb oz. 87 oseb/km².